# María Montoya
María Fernanda Montoya Marin (* 3. Januar 1998) ist eine kolumbianische Leichtathletin, die sich auf den Langstreckenlauf spezialisiert hat und zu Beginn ihrer Karriere als Geherin an den Start ging.

## Sportliche Laufbahn
Erste internationale Erfahrungen sammelte Maria Montoya im Jahr 2014, als sie bei den Jugendsüdamerikameisterschaften in Cali in 23:47,70 min die Silbermedaille im 5000-Meter-Bahngehen gewann. Im Jahr darauf belegte sie bei den Jugendweltmeisterschaften in ebendort in 23:43,40 min den achten Platz und 2016 erreichte sie bei den U20-Weltmeisterschaften in Bydgoszcz nach 48:48,99 min Rang 21 über 10.000 m. 2017 siegte sie bei den U20-Südamerikameisterschaften in Leonora in 48:22,40 min und gewann anschließend bei den Panamerikanischen-U20-Meisterschaften in Trujillo in 45:52,92 min die Silbermedaille. Seit 2018 fokussiert sie sich auf den Langstreckenlauf und gewann bei den U23-Südamerikameisterschaften in Cuenca in 38:25,89 min die Bronzemedaille im 10.000-Meter-Lauf hinter den Peruanerinnen Thalia Valdivia und Sheyla Eulogio. Zudem belegte sie über 5000 Meter in 18:15,64 min den fünften Platz. 2021 klassierte sie sich dann bei den Südamerikameisterschaften in Guayaquil in 34:44,15 min auf dem achten Platz über 10.000 Meter und 2023 gelangte sie bei den Zentralamerika- und Karibikspielen in San Salvador mit 1:21:05 h auf den sechsten Platz im Halbmarathon.
2021 wurde Montoya kolumbianische Meisterin im 10.000-Meter-Lauf.

## Persönliche Bestleistungen
- 5000 Meter: 16:20,72 min, 26. März 2023 in Bucaramanga
- 10.000 Meter: 34:44,15 min, 29. Mai 2021 in Guayaquil
- Halbmarathon: 1:14:41 h, 29. April 2023 in Herzogenaurach
- 10-km-Gehen: 46:20 min, 13. Mai 2017 in Lima